# Metaphycus giraulti
Metaphycus giraulti är en stekelart som beskrevs av John S. Noyes och Woolley 1994. Metaphycus giraulti ingår i släktet Metaphycus och familjen sköldlussteklar. Inga underarter finns listade i Catalogue of Life.